# Radojewice
Radojewice is een dorp in de Poolse woiwodschap Koejavië-Pommeren. De plaats maakt deel uit van de gemeente Dąbrowa Biskupia en telt 300 inwoners.